# 프레데리크 8세
프레데리크 8세(덴마크어: Frederik VIII, 1843년 6월 3일 ~ 1912년 5월 14일)는 덴마크의 국왕(재위: 1906년 1월 29일 ~ 1912년 5월 14일)이다. 크리스티안 9세와 헤센카셀의 루이제의 맏이이다. 크리스티안 10세, 호콘 7세의 아버지이자 요르요스 1세의 형이고 콘스탄티노스 1세의 큰아버지이다. 클래런스와 에이번데일 공작 앨버트 빅터, 조지 5세, 니콜라이 2세의 큰 외삼촌이다. 덴마크의 알렉산드라, 덴마크의 다우마, 덴마크 공주 튀라의 큰 오빠이기도 하다.

## 생애
1843년 6월 3일 코펜하겐에서 글뤽스부르크 공자 크리스티안 9세와 헤센카셀의 루이제의 맏이이자 장남으로 태어났다. 그가 태어났을 당시 그의 부모는 왕위 계승자가 아닌 일개 귀족에 불과했고, 그는 재정적인 이유로 가정교사가 아닌 부모에 의해 교육을 받으며 자라났다.
1863년 프레데리크 7세의 서거로 부친은 덴마크의 국왕이 되었고 그 또한 덴마크의 왕세자가 되었다. 크리스티안 9세의 치세가 길었기 때문에 1906년 환갑을 넘긴 나이에 비로소 국왕으로 즉위할 수 있었다. 독일의 함부르크에서 산책을 하던 중 정신을 잃고 병원으로 옮겨졌으나 숨졌다. 사인은 심장 발작으로 발표되었다. 코펜하겐 근처의 로스킬레 대성당에 묻혔다.

## 자녀
1869년 7월 28일 스웨덴 국왕 칼 15세의 딸 로비사 왕녀와 결혼해 4남 4녀를 두었다.
- 크리스티안 10세(1870–1947): 덴마크의 국왕, 메클렌부르크슈베린의 알렉산드리네와 결혼
- 호콘 7세(1872–1957): 노르웨이의 국왕, 웨일스 공녀 모드와 결혼
- 루이세 공주 (1875–1906): 샤움부르크리페의 프리드리히와 결혼
- 하랄 왕자 (1876–1949): 슐레스비히홀슈타인의 헬레나 아델라이데와 결혼
- 잉에보리 공주 (1878–1958): 베스테르예틀란드 공작 칼 왕자와 결혼
- 튀라 공주 (1880–1945): 미혼
- 구스타프 왕자(1887–1944): 미혼
- 다우마 공주 (1890–1961): 율겐 카스텐스키오드와 결혼